# Ria Thompson
Pour les articles homonymes, voir Thompson.
Ria Thompson, née le 3 novembre 1997, est une rameuse australienne. Elle est médaille de bronze en quatre de couple féminin aux Jeux olympiques d'été de 2020.

## Carrière
Aux Jeux olympiques d'été de 2020, elle remporte la médaille de bronze du quatre de couple avec ses compatriotes Harriet Hudson, Caitlin Cronin et Rowena Meredith.

## Palmarès
- 2021: Tokyo,  Japon
  -  Médaille de bronze au quatre de couple féminin

## Vie privée
Elle fait ses études à l'université du Queensland, où, après avoir obtenu un honours degree en anatomie, suit un doctorat en médecine après avoir obtenu un bachelor en neurosciences à l'université de Melbourne.